# Afgeplat tepelkogeltje
Het afgeplat tepelkogeltje (Rosellinia britannica) is een schimmel behorend tot de familie Xylariaceae.

## Kenmerken
Subiculum afwezig rond volwassen peritheciën. Sporen 20-28 × 6-9 µm en hoogte apicaal apparaat 6-8 µm.

## Verspreiding
Rosellinia britannica komt in Nederland matig algemeen voor. Het staat niet op de rode lijst en is niet bedreigd.

## Foto's

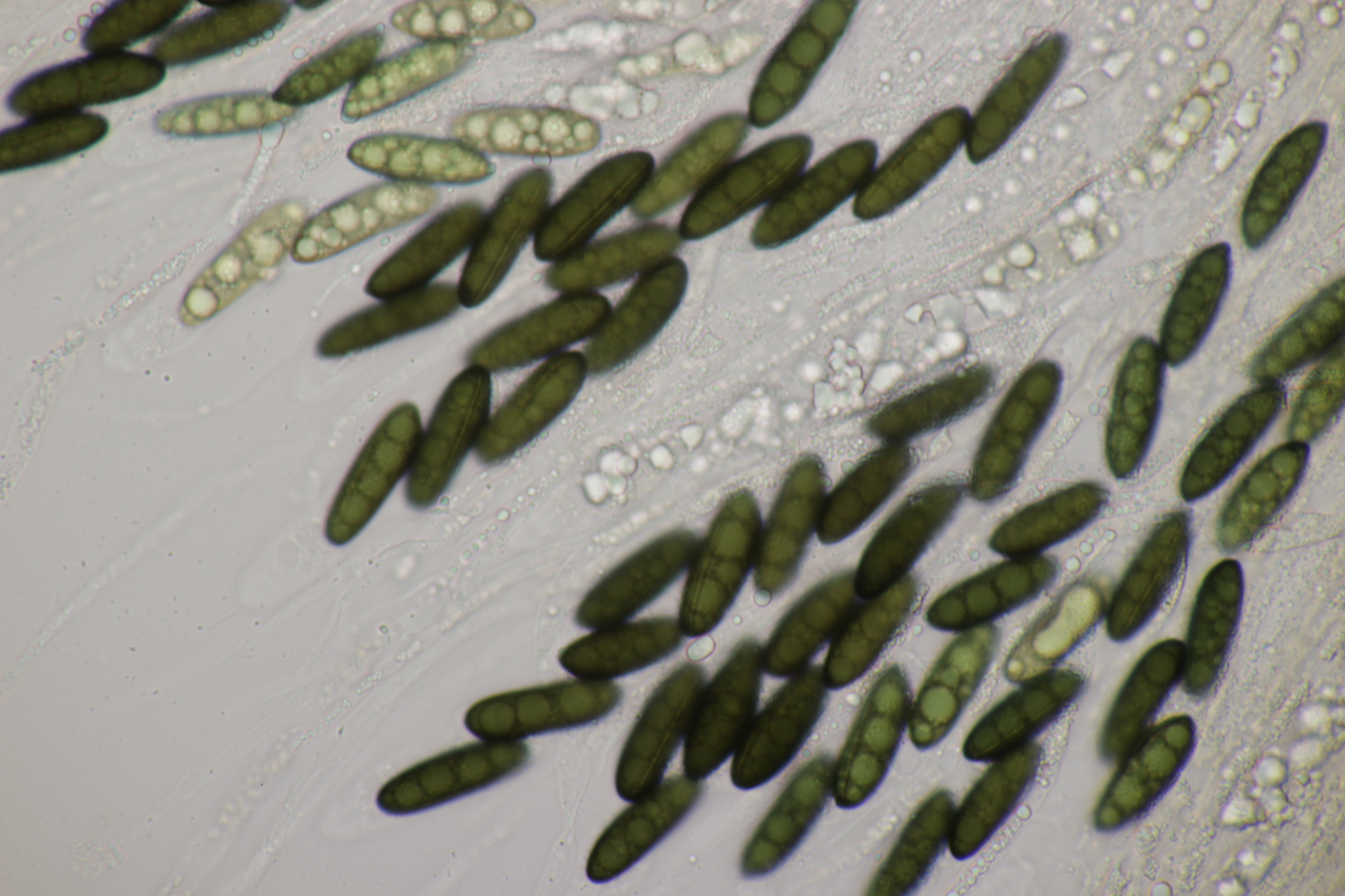
Sporen
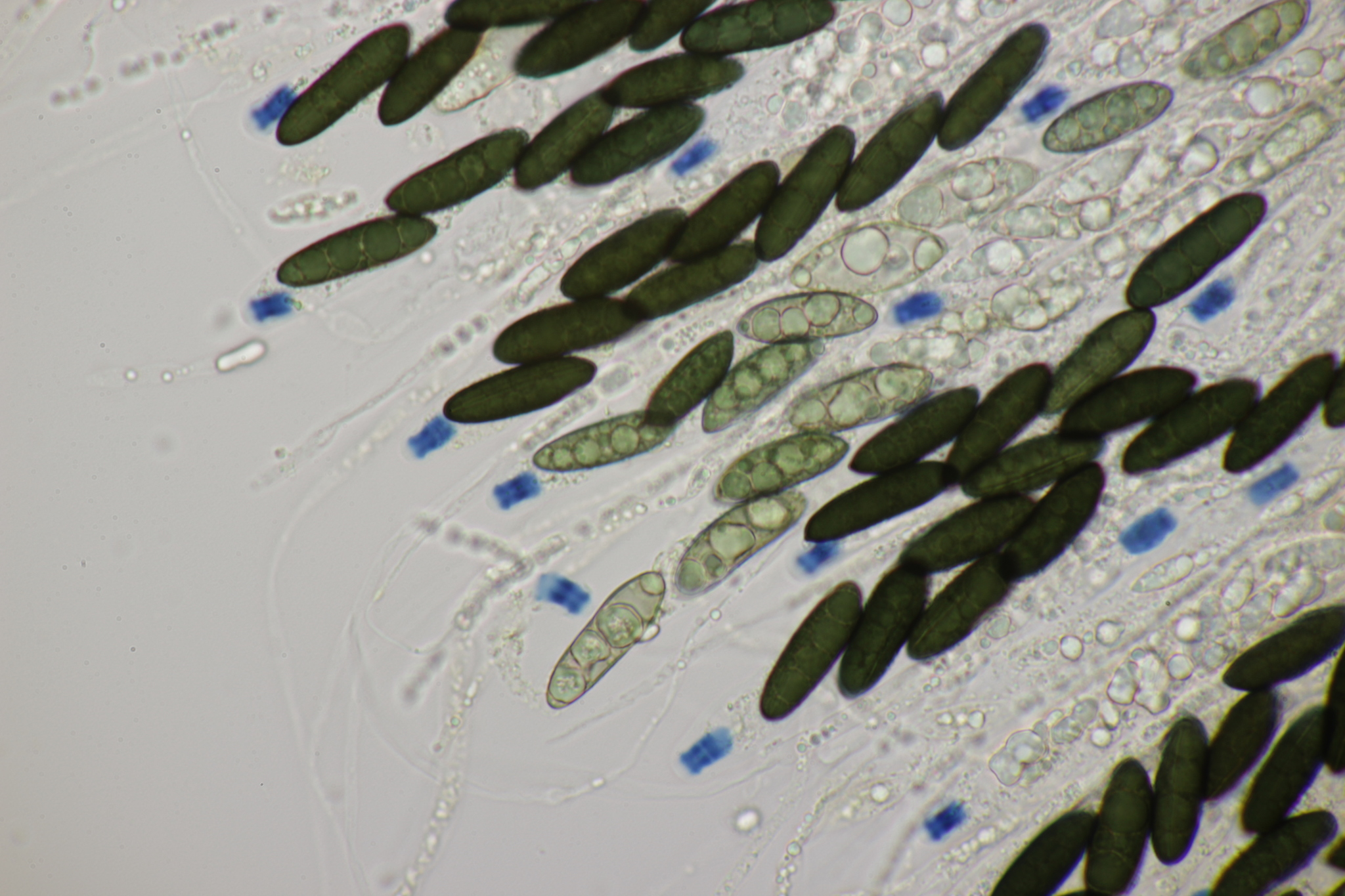
Sporen